# Ничке-Суу (Ноокатский район)
Ничке-Суу (кирг. Ничке-Суу) — село в Ноокатском районе Ошской области Кыргызстана. Входит в состав Ынтымакского айылного аймака.

## География
Село расположено в западной части области, на расстоянии приблизительно 35 километров (по прямой) к западо-юго-западу от города Ноокат, административного центра района.

## Население
Согласно оценочным данным Национального статистического комитета Кыргызской Республики, численность населения села на начало 2023 года составляла 1807 человек.
| год     | 2009 | 2014 | 2015 | 2020 | 2021 | 2023 |
| ------- | ---- | ---- | ---- | ---- | ---- | ---- |
| человек | 1538 | 1622 | 1628 | 1758 | 1780 | 1807 |